# Monika Hojnisz-Staręga
Monika Hojnisz-Staręga (* 27. August 1991 in Chorzów als Monika Hojnisz) ist eine polnische Biathletin.

## Werdegang
Monika Hojnisz-Staręga lebt in Chorzów. Sie tritt für AZS AWF Katowice an und wird seit 2019 von Michael Greis trainiert. Ihre ältere Schwester Patrycja Hojnisz war ebenfalls als Biathletin aktiv.
Seit dem Beginn der Saison 2006/07 lief sie im Biathlon-Europacup der Juniorinnen und erreichte meist Resultate im Bereich der Ränge 15 bis 50, selten gab es in der Leistung Ausreißer nach oben oder unten. Ein erster Höhepunkt wurde die Teilnahme an den Junioren-Weltmeisterschaften 2007 in Martell mit den Rängen 50 im Einzel, 56 im Sprint 35 in der Verfolgung und neun mit der polnischen Staffel. Im Sommer nahm sie an den Juniorenwettbewerben der Sommerbiathlon-Weltmeisterschaften 2007 in Otepää teil und wurde dort in den Crosslauf-Wettbewerben 20. im Sprint und 21. im Massenstart, auf Skirollern 23. im Sprint und 23. in der Verfolgung. Nächstes Großereignis wurden die Junioren-Weltmeisterschaften 2008 in Ruhpolding, bei denen Hojnisz-Staręga 26. des Einzels, 20. des Sprints, 12. der Verfolgung und Zehnte mit der Staffel wurde. Es folgte die Teilnahme an den Junioren-Europameisterschaften. In Nové Město na Moravě erreichte sie die Platzierungen 34 im Einzel, 40 im Sprint, 33 in der Verfolgung und in der polnischen Staffel, zu der auch ihre Schwester Patrycja gehörte, Rang acht. In der Haute-Maurienne folgte wieder die Teilnahme an den Junioren-Wettbewerben der Sommerbiathlon-Weltmeisterschaften. Im Crosslauf verpasste sie im Sprintrennen als Fünftplatzierte knapp eine Medaille und wurde Elfte des Verfolgungsrennens. Auf Skirollern belegte die Polin Platz 24 im Sprint.
In Canmore startete Hojnisz-Staręga 2009 zum dritten Mal bei Junioren-Weltmeisterschaften. In Kanada belegte die die Plätze 34 im Einzel, 17 im Sprint, 25 in der Verfolgung und sieben mit der Staffel Polens. Sehr gute Resultate erreichte sie bei den Sommerbiathlon-Weltmeisterschaften 2009 in Oberhof, wo sie bei den Junioren-Wettbewerben im Crosslauf nach einem siebten Platz im Sprint in der Verfolgung als Viertplatzierte knapp gegen die Deutsche Nina Stöcker eine Medaille verpasste. Auch auf den Skirollern verpasste sie im Sprint als Viertplatzierte hinter Anastassija Romanowa knapp eine Medaille und fiel im Verfolgungsrennen auf Rang zehn zurück. Endlich eine Medaille gewann Hojnisz-Staręga als Drittplatzierte im Massenstartrennen bei den Sommerbiathlon-Europameisterschaften 2009 in Nové Město na Moravě. Es folgten ihren letzten und erfolgreichsten Junioren-Weltmeisterschaften in Torsby. Im Einzel lief sie auf den siebten Platz, in Sprint und Verfolgung gewann sie die Bronzemedaillen. Mit der Staffel wurde sie zudem Sechste. Bei den Biathlon-Europameisterschaften 2010 der Junioren in Otepää gewann Hojnisz-Staręga den Titel im Einzel, wurde Zehnte im Sprint und Elfte der Verfolgung. Erfolgreich waren auch die Sommerbiathlon-Europameisterschaften 2010 in Osrblie. Die Polin gewann nach einem fünften Platz im Sprint den Titel in der Verfolgung sowie mit Zuzanna Smolec, Mateusz Zawól und Rafal Lepel die Silbermedaille im Mixed. Im weiteren Verlauf des Jahres kam sie auch bei den Junioren-Rennen der Sommerbiathlon-Weltmeisterschaften 2010 in Duszniki-Zdrój zum Einsatz. Im Sprint verpasste sie als Viertplatzierte noch knapp eine Medaille, die sie als Dritte im Verfolgungsrennen erkämpfte. Zudem wurde sie mit Maria Bukowska, Łukasz Słonina und Rafał Lepel Staffeldritte. Es folgten die Juniorinnenrennen der Biathlon-Europameisterschaften 2011 in Ridnaun, wo sie Sechste des Einzels und 25. des Sprints wurde. Besonders erfolgreich verliefen für die Polin die Juniorinnenrennen der Sommerbiathlon-Weltmeisterschaften 2011 in Nové Město na Moravě. Im Sprint wurde sie hinter Olga Galich Zweite, im Verfolgungsrennen konnte sie Gold gewinnen. Im Rennen mit der Mixed-Staffel wurde sie Neunte. Letzte Junioren-WM wurden die Titelkämpfe 2012 in Kontiolahti, bei denen Hojnisz-Staręga im Einzel hinter Chardine Sloof die Silbermedaille gewann, Fünfte des Sprints, Vierte der Verfolgung und Siebte mit der Staffel wurde. Zuvor startete sie auch bei den Juniorinnenrennen der Europameisterschaften in Osrblie, wo sie die Ränge acht im Einzel, 21 im Sprint und 20 in der Verfolgung belegte.
Seit 2008 startet Hojnisz-Staręga bei den Frauen im Leistungsbereich. Ihr erstes Rennen bestritt sie in Obertilliach im Rahmen des IBU-Cups und wurde bei einem Einzel 25. und gewann damit sofort erste Punkte. Im folgenden Sprint erreichte sie mit Rang zehn ihr bisher bestes Resultat in der zweithöchsten Rennserie. Erstes Großereignis außerhalb des Juniorenbereiches wurden die Biathlon-Europameisterschaften 2010 in Otepää. Hojnisz-Staręga startete in den Einzelrennen bei den Juniorinnen, wurde dann für die Staffel zu den Frauen geholt. Mit Paulina Bobak, ihrer Schwester Patrycja und Karolina Pitoń erreichte sie den siebten Platz.
In Östersund kam Hojnisz-Staręga zu Beginn der Saison 2010/11 zu ihrem ersten Einsatz im Biathlon-Weltcup und wurde in einem Einzel 44. Damit verpasste sie erste Punkte um nur vier Ränge. Diese gewann sie als 33. eine Woche später in Hochfilzen und bestätigte schon bei der folgenden Station in Pokljuka diese Leistung mit Platz 22, als sie eine von fünf Starterinnen mit fehlerfreiem Schießen war. 2011 startete sie in Chanty-Mansijsk erstmals bei Biathlon-Weltmeisterschaften und wurde in Sibirien 60. des Einzels, 69. des Sprints und mit Paulina Bobak, Magdalena Gwizdoń und Agnieszka Cyl im Staffelrennen Neunte. Bei den Europameisterschaften 2011 kam sie erneut im Staffelrennen bei den Frauen zum Einsatz und mit Beata Szymańczak, ihrer Schwester Patrycja und Karolina Pitoń Elfte. Auf der zweiten Station im Weltcup in Hochfilzen in der anschließenden Saison verpasste sie an der Seite von Krystyna Pałka, Weronika Nowakowska-Ziemniak und Agnieszka Cyl als Staffelvierte knapp eine erste Podiumsplatzierung. Internationale Meisterschaft des Jahres 2012 wurden die Europameisterschaften, bei denen Hojnisz-Staręga in den Einzelrennen bei den Juniorinnen startete und im Staffelrennen mit Karolina Pitoń, Beata Szymańczak und Katarzyna Leja Sechste bei den Frauen wurde. Erfolgreich wurde die Saison 2012/13. Hojnisz-Staręga erreichte in Oberhof als 19. des Sprints ihre erste Top-20-Platzierung. Noch besser wurden die Resultate bei den Biathlon-Weltmeisterschaften 2013 in Nové Město na Moravě. Sie wurde 24. des Sprints, verbesserte ihre persönliche beste Platzierung auf höchster Ebene im anschließenden darauf basierenden Verfolgungsrennen auf einen 13. Platz und qualifizierte sich damit auch für das abschließende Massenstartrennen, in dem sie überraschend hinter Darja Domratschawa und Tora Berger die Bronzemedaille gewinnen konnte. Mit Krystyna Pałka, Magdalena Gwizdoń und Weronika Nowakowska-Ziemniak wurde sie zudem Neunte mit der Staffel. Bei den Biathlon-Europameisterschaften 2013 in Bansko gewann Hojnisz-Staręga die Bronzemedaille im Einzel und im Sprint, das Verfolgungsrennen konnte sie vor Franziska Preuß und Karolin Horchler gewinnen. Mit der polnischen Frauenstaffel, die in der gleichen Besetzung wie bei den Weltmeisterschaften auflief, belegte sie beim Weltcup in Sotschi Platz 4. Ihre besten Ergebnisse in der Saison 2013/14 erzielte Hojnisz-Staręga bei den Olympischen Spielen in Sotschi 2014. Mit einem 21. Platz im Sprint, einem 19. Platz in der Verfolgung und einem 12. Platz im Einzel qualifizierte sie sich für den Massenstart, wo sie mit 20 Treffern den fünften Platz belegte. Im Staffelrennen wurde sie mit der polnischen Staffel Zehnte.
Bei den Biathlon-Europameisterschaften 2015 in Otepää wurde Hojnisz-Staręga Fünfte im Einzel und Sechzehnte in der Verfolgung, mit der Staffel verpasste sie auf dem vierten Platz das Podium knapp. Bei den darauffolgenden Weltcuprennen in Oslo gelangen ihr ihre besten Einzelergebnisse der Saison 2014/15, als sie 5. im Einzel und 7. im Sprint wurde. Eine weitere Top-Ten-Platzierung erzielte sie bei den Biathlon-Weltmeisterschaften 2015 in Kontiolahti, dort belegte sie den 9. Platz im Einzel. Im Sommer gewann sie bei den Sommerbiathlon-Weltmeisterschaften 2015 im rumänischen Cheile Grădiștei Silber im Sprint und in der Verfolgung. 2015 wurde ihr bestes Einzelresultat der Saison ein vierter Platz im Sprint von Canmore, wo sie nur 1,7 Sekunden hinter der drittplatzierten Dorothea Wierer lag. Dazu belegte sie drei Mal mit der polnischen Frauenstaffel den vierten Rang, unter anderem auch bei den Biathlon-Weltmeisterschaften 2016 in Oslo. Bei den Sommerbiathlon-Weltmeisterschaften 2016 in Otepää gelang ihr schließlich wieder ein Medaillengewinn, als sie mit der polnischen Mixedstaffel mit Magdalena Gwizdoń, Grzegorz Guzik und Mateusz Janik Bronze gewann. In der Saison 2016/17 war ein siebter Platz im Einzel von Antholz ihre einzige Weltcupplatzierung in den Top 10.
Nach einem durchwachsenen Saisonstart in die 2017/18 ohne Weltcup-Punkte trat Hojnisz-Staręga vorübergehend wieder im zweitklassigen IBU-Cup an, wo sie das Einzelrennen in Obertilliach gewann und im Sprint Siebte wurde. Bei den Olympischen Spielen in Pyeongchang 2018 gelangen ihr ein 6. Platz im Einzel und ein 15. Platz im Massenstart, was auch ihre besten Saisonleistungen waren. Erfolgreicher als die Vorsaison verliefen die Sommerbiathlon-Weltmeisterschaften 2018 in Nové Město na Moravě, wo sie zwei Medaillen holte. Neben einem vierten Platz in der Verfolgung gewann sie Silber im Sprint und Bronze mit der Mixed-Staffel zusammen mit Kinga Zbylut, Grzegorz Guzik und Łukasz Szczurek.
Beim Einzelrennen auf der Pokljuka 2018 gelang Hojnisz-Staręga mit dem zweiten Rang ihre zweite Podiumsplatzierung im Weltcup, in dem sie sich mit einem Fehler nur der fehlerfreien Ukrainerin Julija Dschyma geschlagen geben musste. In Hochfilzen wurde sie 5. im Sprint und konnte sich in der Verfolgung dank eines fehlerfreien Schießens nach dem vierten Schießen mit gut zehn Sekunden Vorsprung an die Spitze des Feldes setzen. Da sie in der letzten Runde läuferisch nicht mit den Athletinnen hinter ihr mithalten konnte, wurde sie am Ende Vierte.

## Privates
Im Juni 2019 heiratete Monika Hojnisz den polnischen Skilangläufer Maciej Staręga und tritt seitdem unter dem Doppelnamen Hojnisz-Staręga an.

## Statistiken

### Weltcupplatzierungen
Die Tabelle zeigt alle Platzierungen (je nach Austragungsjahr einschließlich Olympische Spiele und Weltmeisterschaften).
- 1.–3. Platz: Anzahl der Podiumsplatzierungen
- Top 10: Anzahl der Platzierungen unter den ersten zehn (einschließlich Podium)
- Punkteränge: Anzahl der Platzierungen innerhalb der Punkteränge (einschließlich Podium und Top 10)
- Starts: Anzahl gelaufener Rennen in der jeweiligen Disziplin
- Staffel: inklusive Mixed- und Single-Mixed-Staffeln

| Platzierung               | Einzel | Sprint | Verfolgung | Massenstart | Staffel | Gesamt |
| ------------------------- | ------ | ------ | ---------- | ----------- | ------- | ------ |
| 1. Platz                  |        |        |            |             |         |        |
| 2. Platz                  | 1      |        |            |             |         | 1      |
| 3. Platz                  |        |        |            | 1           |         | 1      |
| Top 10                    | 5      | 5      | 2          | 2           | 26      | 40     |
| Punkteränge               | 14     | 40     | 31         | 15          | 42      | 142    |
| Starts                    | 21     | 64     | 43         | 15          | 42      | 185    |
| Stand: Saisonende 2018/19 |        |        |            |             |         |        |

### Olympische Winterspiele
|                                          | Einzelwettbewerbe | Einzelwettbewerbe | Einzelwettbewerbe | Einzelwettbewerbe | Staffelwettbewerbe | Staffelwettbewerbe |
| Sprint                                   | Verfolgung        | Einzel            | Massenstart       | Damenstaffel      | Mixedstaffel       |                    |
| ---------------------------------------- | ----------------- | ----------------- | ----------------- | ----------------- | ------------------ | ------------------ |
| Olympische Winterspiele 2014 Sotschi     | 21.               | 19.               | 12.               | 5.                | 10.                | –                  |
| Olympische Winterspiele 2018 Pyeongchang | 45.               | 43.               | 6.                | 15.               | 7.                 | –                  |

### Weltmeisterschaften
|                                               | Einzelwettbewerbe | Einzelwettbewerbe | Einzelwettbewerbe | Einzelwettbewerbe | Staffelwettbewerbe | Staffelwettbewerbe | Staffelwettbewerbe |
| Sprint                                        | Verfolgung        | Einzel            | Massenstart       | Damenstaffel      | Mixed-Staffel      |                    |                    |
| --------------------------------------------- | ----------------- | ----------------- | ----------------- | ----------------- | ------------------ | ------------------ | ------------------ |
| Weltmeisterschaften 2011 Chanty-Mansijsk      | 68.               | –                 | 59.               | –                 | 9.                 | –                  |                    |
| Weltmeisterschaften 2013 Nové Město na Moravě | 24.               | 13.               | –                 | 3.                | 9.                 | –                  |                    |
| Weltmeisterschaften 2015 Kontiolahti          | 74.               | –                 | 9.                | –                 | 12.                | –                  |                    |
| Weltmeisterschaften 2016 Oslo                 | 44.               | 29.               | 40.               | –                 | 4.                 | –                  |                    |
| Weltmeisterschaften 2017 Hochfilzen           | 39.               | 51.               | 30.               | –                 | 7.                 | –                  |                    |
| Weltmeisterschaften 2019 Östersund            | 34.               | DNS               | 39.               | 13.               | 7.                 | –                  |                    |
| Weltmeisterschaften 2020 Antholz              | 28.               | 26.               | 6.                | 4.                | 7.                 | –                  |                    |